# 神探高倫布
《神探高倫布》（英語：Bullet Brain）（台灣TVBS歡樂台播出的名稱是《神探阿布》）是香港電視廣播有限公司的懷舊科幻懸疑電視劇，由黎耀祥領銜主演，並由敖嘉年、馬賽、蕭正楠及唐詩詠聯合演出，監製為李添勝。該劇為2012無綫節目巡禮電視劇之一，亦為第17屆香港國際影視展中無綫電視推介的17部劇集之一。本劇最初設定改編自人氣美國電視劇《神探可倫坡》，但是劇情不同，並非翻拍，僅為致敬。

## 演員表

### 高家
| 演員   | 角色           | 暱稱／關係 |
| 黎耀祥 | 高 牛          | 仵工（負責處理殮葬屍體）、警署「後生」 高大喜之父 已去世 |
| 黎耀祥 | 高大喜／高倫布 | 警察（編號6092） 智商達283 梅妹之青梅竹馬的玩伴，並暗戀其，之後被嫌棄，最後復合並成為夫妻 包平安之好友，後為天敵，最後反目 於中國窮鄉長大 小時候跟父親學嗩吶當仵工幫補家計 中槍後性格逆轉變成高倫布 於第4集绑架遠大銀行王经理、王太之子（贖金為50萬） 於第7集從教堂閣樓失足跌下昏迷 於第11集蘇醒後變回善良的高大喜 於第17集被包平安設計殺害後被雷電擊中而起死回生 於第19集與梅妹注册結婚 參見南區警署 |

### 包家
| 演員   | 角色        | 暱稱／關係 |
| 李麗麗 | 包 媽       | 包平安之母 已去世 |
| 敖嘉年 | 包平安      | 包媽之子 Joanna Rose之夫 高伦布之好友，后为天敌，最后反目 於第7集替高大喜回复良心，自己开枪射自己 於第9集被注入高倫布的腦細胞 於第14集蘇醒後患有多重人格（多重人格解離症）而變得心狠手辣 於第16集威脅李景倫抽取高倫布的腦細胞未遂 於第17集設計殺害高倫布，但其後來起死回生 於第25集遇上車禍癱瘓並患上失心瘋，後於2010年去世 參見南區警署 |
| 陳明恩 | Joanna Rose | 英國人 包平安之妻 於第9集因懷有包平安的骨肉回英国 於第22集因心臟病發去世 |

### 蔡家
| 演員   | 角色   | 暱稱／關係                                                               |
| 劉 丹  | 蔡 田  | 退休警員 蔡飛龍之父                                                      |
| 蕭正楠 | 蔡飛龍 | 警員→高級警員→警長→反貪污部見習督察→警司(編號9527) 蔡田之子 參見南區警署 |
| 梁麗瑩 | 潘淑嫻 | 殯儀化妝師 蔡田之教友 蔡飛龍之女友，後為妻子                             |

### 司徒家
| 演员   | 角色   | 关题/背景 |
| 李霖恩 | 司徒辉 | 梅妹之夫,后抛弃她 司徒男之父 在外面金屋床娇 |
| 唐詩詠 | 梅 妹  | 舞女 司徒男之母，后失散 高大喜之青梅竹马的玩伴，被高大喜暗恋，後成為其妻 司徒辉之妻后被抛弃 金伊娃之情敌 憧憬过着城市人的有钱生活 於第9集整容 於第13集遇上车祸而毁容 於第19集與高倫布(高大喜)注册結婚 於第22集因殺死唐啟明罪名成立而被判處絞刑，行刑時穿著綠色旗袍及高跟鞋。 生下司徒男后无法再生育 患有精神病 |
| 唐詩詠 | 司徒男 | 男男 化名石小娟，女扮男裝 小偷后为舞女 梅妹之女，后失散 於第23集出现 於第25集被包平安綁架兼强姦，後返回澳門生活 替梅妹报仇 童年由林淽诺饰演 |

### 南區警署
| 演員       | 角色           | 暱稱／關係 |
| Joe Junior | 金路易         | Louis Kim 保安司 金伊娃之養父 高大喜、包平安、史葛之上司 高牛之好友 於第21集与金伊娃回英国 於第22集在睡夢中去世 |
| 布偉傑     | 史 葛          | Edward Scott 警司→副警務處長 金路易之下屬，並針對其、高倫布 於第23集被司徒男設計被記者拍下裸照 於第24集被高倫布提出交換條件取得包平安的證據，後被包平安殺害並佈置為上吊自殺現場 |
| 黎耀祥     | 高 牛          | 警署後生 已去世 參見高家 |
| 黎耀祥     | 高大喜／高倫布 | Columbo Ko、高Sir 警察（編號6092）→探長→副督察→督察→反貪污部總督察 原居於中國大陸鄉間,後因父親逝世而南下香港 梅妹之初戀男友，後為其夫 包平安之好友，變成高倫布後成為天敵，後反目 金路易之下屬 蔡飛龍之情敌 生性戇直,腦部中槍之後智商急升至283，變成高倫布 平均破案率達99% 希望名留青史 於第25集成為金伊娃之夫 參見高家 |
| 敖嘉年     | 包平安         | 包Sir 警長→高級督察（編號5641） 高大喜之好友 高倫布之天敵 參見包家 |
| 蕭正楠     | 蔡飛龍         | 警員→高級警員→警長→反貪污部見習督察→警司（編號9527） 蔡田之子 金伊娃之下屬，並暗戀對方 高大喜之情敌 潘淑嫻之男友，後為丈夫 |
| 馬 賽      | 金伊娃         | Eva、Eva Kim 原名朱小萍 督察(編號9528) 金路易之養女 蔡飛龍之上司及暗戀對象 於第21集与金路易回英国 |
| 梁珈詠     | 阿 靚          | 警察 |
| 葉凱茵     | 阿 嬌          | 警察 |
| 何俊軒     | 阿 強          | 警察 |
| 楊鴻俊     | 阿 華          | 警察 |
| 黎桐康     | 阿 超          | 警察 |
| 劉天龍     | 葉大標         | 警察 |

### 與案件有關的人物

#### 富商绑架案（第1集）
| 演員   | 角色               | 暱稱／關係            |
| 簡文達 | Mr. Robinson       | 洋人肉參              |
| 曾守明 | 王大彪（綁匪首領） | 綁匪 绑架Mr. Robinson |
| 戴耀明 | 綁 匪              | 綁匪 绑架Mr. Robinson |
| 陳狄克 | 綁匪司機           | 綁匪 绑架Mr. Robinson |

#### 50萬元盜竊案（第4-6、18集）
| 演員   | 角色     | 暱稱／關係 |
| 鲁文杰 | 王志雄   | 遠大銀行經理 蔡秀婷之夫 其子被高倫布绑架，贖金為50萬元 因其子被绑架而被逼偷银行偷50萬元 被落案起訴盜竊罪，但罪名不成立 |
| 張美妮 | 蔡秀婷   | 王志雄之妻 其子被高倫布绑架，贖金為50萬元 被落案起訴盜竊罪，但罪名不成立                                               |
| 黎耀祥 | 高倫布   | 绑架王經理之子，令王經理及王太被落案起訴盜竊罪 參見南區警署、高家                                                      |
| 楊瑞麟 | 法 官    | 判決王志雄、蔡秀婷罪名不成立                                                                                           |
| 王維德 | 辯方律師 | 王志雄、蔡秀婷之代表律師                                                                                               |

#### 業主失蹤案（第8-22集）
| 演員   | 角色     | 暱稱／關係                                                                                            |
| 唐詩詠 | 梅 妹    | 唐啟明之情婦 险被唐啟明杀害，后杀害唐启明后把屍煮成湯 參見司徒家                                      |
| 黃子雄 | 唐啟明   | 精神科醫生 梅妹之前主診醫生及情夫 陳果之導師及情夫 唐太之夫 賣屋給梅妹 意图杀害梅妹后被梅妹殺害及碎屍 |
| 姚瑩瑩 | 唐 太    | 因唐启明失踪尋求梅妹協助 於第11集意图跳楼自杀后被蔡飛龍救回                                           |
| 吴香伦 | 陈小姐   | 地產經紀 負責出售唐啟明的物業給梅妹                                                                   |
| 林秀怡 | 唐婉玲   | 唐啟明之女 定居南洋后怀孕                                                                             |
| 劉桂芳 | 表姨媽   | 唐婉玲之表姨媽                                                                                        |
| 邵卓堯 | 楊師傅   | 梅妹之裝修師傅 喝了唐啟明屍體煮成的湯（第8-9集）                                                      |
| 張智軒 | 裝修師傅 | 梅妹之裝修師傅 喝了唐啟明屍體煮成的湯（第8-9集）                                                      |
| 葉暐   | 裝修師傅 | 梅妹之裝修師傅 喝了唐啟明屍體煮成的湯（第8-9集）                                                      |
| 楊證樺 | 裝修師傅 | 梅妹之裝修師傅 喝了唐啟明屍體煮成的湯（第8-9集）                                                      |
| 洋     | 梁教授   | 精神科醫生 梅妹之新主診醫生 唐啟明之同事                                                              |
| 湯俊明 | 王 海    | 白牌車司機 曾接載梅妹而撞伤对脚                                                                       |
| 林淑敏 | 陳 果    | 精神科醫生 唐啟明之學生及情婦                                                                         |
| 楊瑞麟 | 法 官    | 唐啟明謀殺案主審法官                                                                                  |
| 黃柏文 | 檢控官   | 唐啟明謀殺案檢控官                                                                                    |
| 李啟傑 | 陪審員   | 唐啟明謀殺案首席陪審員                                                                                |

#### 投擲鏹水案（第10-14集）
| 演員   | 角色  | 暱稱／關係                                  |
| 唐诗咏 | 梅 妹 | 意圖向金伊娃投擲鏹水，但誤傷群眾 參見司徒家 |
| 羅鈞滿 | 佘 炳 | 被史葛收買頂罪，後被金伊娃揭發              |

### 其他演員
| 演員   | 角色     | 暱稱／關係 |
| 鄧英敏 | 李景倫   | 李院長 醫院院長 與賈燕芬有染 於第16集被包平安威脅抽取高倫布的腦細胞未遂 於第17集目睹高倫布被包平安殺害後起死回生 於第18集辭職 |
| 曾慧雲 | 銀 姐    | 金路易、金伊娃的工人 |
| 何慶輝 | 副 官    | 金路易之隨從 |
| 陳思齊 | 贾燕芬   | 贾姑娘 护士 與李景倫有染 於第17集目睹高倫布被包平安殺害後起死回生 於第18集辭職                                                |
| 趙敏通 | 記 者    | |
| 李興華 | 記 者    | |
| 葉家泓 | 記 者    | |
| 王東泰 | 記 者    | |
| 曾琬莎 | 記 者    | |
| 孫慧雪 | 小 紅    | 松記酒家女招待 色誘高大喜（第1集）                                                                                            |
| 孫慧雪 | 舞 女    | （第7集） |
| 曾 敏  | 空 姐    | 第2集被人非礼 |
| 高可慧 | 嚴姑娘   | 高大喜相睇對象（第7集） |
| 謝靜婷 | 王 儀    | 高大喜相睇對象（第7集） |
| 劉 俐  | 年輕女子 | 高大喜相睇對象（第7集） |
| 李漫芬 | 歌 女    | （第7集） |
| 關婉姍 | 舞 女    | （第7集） |
| 沈可欣 | 舞 女    | （第7集） |
| 石天欣 | 舞 女    | （第7集） |
| 白 雲  | 舞 女    | （第7集） |
| 劉蔚萱 | 舞 女    | （第7集） |
| 張嘉汶 | 舞 女    | （第7集） |
| 羅浩楷 | 神 父    | （第8集） |
| 楊英偉 | 註冊官   | 婚姻註冊處註冊官 為梅妹進行婚姻註冊（第8、19集）                                                                              |
| 陳建文 | 攝影師   | 影樓攝影師 為梅妹拍照（第8、19集）                                                                                            |
| 朱婉儀 | 翻譯員   | 日本整容醫院翻譯員（第9集）                                                                                                   |
| 鍾鈺精 | 護 士    | 精神病院護士（第15-18集） |
| 王致狄 | 精神病人 | （第16集） |
| 張明偉 | 精神病人 | （第16集） |
| 張振朗 | 精神病人 | （第16集） |
| 甄敏婷 | 精神病人 | （第16集） |
| 劉蔚萱 | 精神病人 | （第16集） |
| 霍健邦 | 醫 生    | 代理李景倫職務（第17集） |
| 張韋怡 | 護 士    | 代理賈燕芬職務（第17集） |
| 紀保羅 | 甘神父   | 認識金伊娃（第17集） |
| 陳芷尤 | 青 年    | 蔡飛龍之朋友（第17集） |
| 蔡慧欣 | 青 年    | 蔡飛龍之朋友（第17集） |
| 白 雲  | 青 年    | 蔡飛龍之朋友（第17集） |
| 謝靜婷 | 青 年    | 蔡飛龍之朋友（第17集） |
| 陳婉婷 | 青 年    | 蔡飛龍之朋友（第17集） |
| 胡中慧 | 青 年    | 蔡飛龍之朋友（第17集） |
| 李偉健 | 青 年    | 蔡飛龍之朋友（第17集） |
| 游莨維 | 青 年    | 蔡飛龍之朋友（第17集） |
| 陳光輝 | 青 年    | 蔡飛龍之朋友（第17集） |
| 黃得生 | 青 年    | 蔡飛龍之朋友（第17集） |
| 王淑玲 | 空 姐    | （第19集） |
| 莫偉文 | 莫院長   | 接替李景倫擔任醫院新院長（第20集）                                                                                            |
| 尹詩沛 | 護 士    | 醫院護士（第20集） |
| 林穎彤 | 美少女   | 日本遊客（第20集） |
| 林芊妤 | 空 姐    | （第21集） |
| 招石文 | 李探長   | 包平安之下屬（第23集） |
| 華忠男 | 探 長    | 包平安之下屬（第23集） |
| 梁麗翹 | 秘 書    | （第23集） |
| 陳亭嘉 | 銀行職員 | （第23集） |
| 張頴康 | 王督察   | 王仔 機場警區督察 包平安之舊下屬（第24集）                                                                                    |
| 韋家雄 | 中東男   | 中印混血兒（第23集） |
| 容羨媛 | 空 姐    | （第24集） |
| 楊潮凱 | 偉 仔    | 蔡飛龍、潘淑嫻之孫兒 學警（第25集）                                                                                           |
| 黃得生 | 攝影師   | 替蔡飛龍三代拍攝全家福（第25集）                                                                                              |
| 郭卓樺 |          | |

## 觀眾迴響
- 第22集，高大喜（黎耀祥飾）與梅妹（唐詩詠飾）話別一幕淒美感人，受觀眾大讚，《明報》的報道更指是「首次被讚」，而女主角唐詩詠的演技亦被讚演得恰到好處，大有進步。[7]

## 爭議

### 被指抄襲
該劇開播第一日就被指抄襲2001年中港合拍劇集《敗家仔》。

### 片名與劇情不符
整部劇並無任何謎題，主題也並非探案。

### 高倫布暱稱
金伊娃在日記以及日常生活中，每次提及高倫布都暱稱為「布布」，更被網民認為是極度煩膠。有網民作出統計，馬賽在21分鐘內狂講了35次「布布」，網民大感肉麻厭煩。加上劇情兩星期以來推進緩慢，網民認為異常沉悶，甚至高呼「剪布」，要求腰斬劇集。

### 內容不雅
劇集播出三星期，收視不斷下滑，第三週平均23點，比對上一週下跌3點，最低更見20點，平均收視比處境劇《愛·回家》還低。通訊事務管理局與無綫共收到30個關於《神探高倫布》投訴，包括內容不雅、令人不安與不滿選角安排等。

### 與史實不合之處
此劇以香港1960年代為背景，惟出現了大量與該年代不符合的事物及情節。
- 劇集所在的「南區警署」從未存在，因為南區從來都不是警區之一；在香港行政區劃上，南區於1982年才從東區和西區分開，於當時並不存在。
- 1960年代，香港街道上的路牌及危險牌的中文字均是從右至左書寫，並非如劇集中從左到右展示。
- 承上，當年所用字體均為手寫楷體，及使用鑿嘜印製的歐陸體英文，並非劇集中所顯示的英文及中文印刷黑體。
- 主角住所下層之洋服店的招牌中文字體為於1998年才出現的華康海報體，而非當時流行的個別設計招牌字體。
- 劇中道具報紙標題所用字體為標楷體，與當時的字體不符。
- 劇中道具報紙過於口語化，不符合當時的文雅習慣。
- 同志一詞在劇中的60年代仍未有同性戀的意思，但該梗是港劇中必有的。
- 於第一集出現的靈車及於其後出現的消防車均相當現代化，屬於1990年代款式；於第一集出現的香煙更是2010年代的新款[8]。
- 保安司為於1973年後才出現的職銜，當時應該稱為防衞司。
- 劇中角色包平安被設定為警長職級，然而其戲服軍裝為低一級的警目款式。
- 警署警長職級於1972年後才出現，在劇中所述的1960年代，警長之上的職級應該為高級警長。
- 劇中保安司所乘坐的座駕是2003年的Jaguar XJ X350。
- Joanna奇妙的懷上包平安的骨肉。
- 警察機動部隊是1967年暴動後才成立，但金伊娃失蹤時史葛向金路易說找機動部隊協助搜尋，金路易死後墓碑上的終年才1965年。

### 數學計算錯誤
第2集，高倫布計算出{\displaystyle {\sqrt {(43256787+2353455)\times 259872}}=303145.2151312964}，而事實上該算式答案為{\displaystyle 3442793.169655128...}。而劇中答案數字組合極不自然，顯然劇組甚至未有使用計算機。

## 收視
以下為本劇於香港無綫電視翡翠台、高清翡翠台之收視紀錄：
| 週次 | 集數   | 日期                   | 平均收視 | 最高收視 | 百分比 |
| 1    | 01－05 | 2013年4月8日－4月12日  | 24點     | 25點     |        |
| 2    | 06－10 | 2013年4月15日－4月19日 | 22點     | 24點     |        |
| 3    | 11－15 | 2013年4月22日－4月26日 | 23.8點   | 26.2點   |        |
| 4    | 16－20 | 2013年4月29日－5月3日  | 21.6點   | 23.8點   |        |
| 5    | 21－25 | 2013年5月6日－5月10日  | 24.8點   | 27.3點   |        |

## 片方回應
- 監製李添勝稱雖然《神探高倫布》的劇名取材自正統探案推理美劇《神探可倫坡Columbo》。但觀眾不要因為劇名先入為主，以為《神》是一齣警探片，以查案為主題。他指《神》一劇圍繞大喜、梅妹和平安等人，以刻劃人性、人情為主。[12]
- 其後另一次訪問中李添勝指從他細問過的觀眾中，他總結出觀眾之所以看不懂該劇是因為觀眾是「跳看」的[13]。網民對於他的申辯都顯得嘖嘖稱奇，想知道他究竟是細問誰了。當年曾與李添勝合作的「橋王」劉天賜，更是忍不住問﹕「那就要問，為何觀眾要跳看了！」[14]
- 黎耀祥認為這是很好的經驗，稱自己沒注意到觀眾水平大大提高，這部劇很多地方需要交代，不能為求戲劇效果而忽略了合理性[15]。他也認為《神探高倫布》是試驗品; 創作中有新的嘗試, 有很多批評都是對的[16]。演員只能夠按照劇本演出，拍完劇集播出後才知道是否獲觀眾受落[17]。他又表示電視台曾於節目巡禮將此劇包裝成懷舊喜劇，但實際拍出來卻是科幻劇，與觀眾的期望有落差[18]。

## 歌曲
本劇於在YouTube、网络以及电视上所找到此剧歌曲。
| 主唱   | 歌曲                            | 作曲   | 填詞   | 編曲   | 歌曲監製 | 用作   | 歌曲提供         |
| 主唱   | 歌曲                            | 作曲   | 填詞   | 編曲   | 歌曲監製 | 主題曲 | 歌曲提供         |
| 萧正楠 | 我的歷史 （页面存档备份，存于） | 葉肇中 | 宋沛言 | 葉肇中 | 鄧智偉   |        | 正视音乐有限公司 |

## 幕後記事
2011年11月舉行的2012無綫節目巡禮中播出的本劇巡禮片顯示，片段內參演演員有李司棋、黎耀祥、楊怡、麥長青及徐榮。監製李添勝表示劇集主角是《神探可倫坡》的重新包裝，並一早鎖定由黎耀祥化身成為神探「高倫布」，期望為祥仔締造另一經典角色。
上世紀60年代的香港，高倫布天生觀察力強、記憶力佳、分析力又好，憑著刁鑽頭腦及破格手法偵破了轟動一時的灶底藏屍案、溶屍案、霧夜飛屍案等奇案，成為一代神探。高倫布在追查連環環殺手F期間，收到來自F的死亡挑戰，不但身陷險境，連相依為命的銀姐、舞女朱迪、助手司徒堅，都一一受到牽連。
從巡禮片當時的設定來看，穿棕色的風衣的黎耀祥與可倫坡很像，同時講的也確實是警探片的劇情。而監製後來表示，因巡禮是給客戶看的宣傳策略才以喜劇方式展現，若真的開拍會踏實得多
2011年12月中，監製李添勝表示此劇尚未有內容可言，只有6個字：「哥倫布+黎耀祥」，他同時亦表示隨年齡增長，身體狀況不能再應付一年三劇的工作量，拍畢此劇後或會考慮退休。此劇在覓女主角方面遇到不少困難。為準備與新免費電視台競爭，一線花旦都要騰出檔期，分別參演於2012年3月及5至6月開拍的兩部大卡士劇集《金枝慾孽貳》及《衝上雲霄II》，而拍攝巡禮片的楊怡則要拍攝另一劇集《法網狙擊》。幕後方面，競爭對手之一的城市電訊向無綫挖角，不少內部人手流失，李添勝慣用的製作統籌及助理編導亦已離開。
2012年2月，周麗淇、周秀娜及江若琳曾在女主角考慮之列，女主角最終落實由唐詩詠出演其他男角如蕭正楠及敖嘉年亦陸續落實參演。編審方面，無綫邀得葉廣蔭重返無綫。葉於1996年編寫《西遊記》後離開，與監製李添勝及黎耀祥則曾合作《大頭綠衣鬥殭屍》。
2012年5月2日：此劇於將軍澳電視廣播城舉行造型記者會，5月10日正式開拍。
2012年6月7日：此劇於16:00在將軍澳電視廣播城十二廠舉行開鏡拜神儀式。
2012年8月15日：此劇正式殺青。該劇變成科幻劇，同時黎耀祥則改穿黑色風衣。
2013年4月7日：此劇於13:30在九龍城新蒲崗Mikiki舉行「神探顯實力」宣傳活動。
2013年4月18日：此劇於13:30在觀塘恆生工業大廈CQB Plaza 全天候室內近戰中心舉行「神探密煉」宣傳活動。
2013年5月5日：此劇於14:00在荃灣廣場舉行「追蹤愛與情」宣傳活動。

## 外部連結
- 官方專頁 （页面存档备份，存于）